# 榎本由希
榎本 由希（えのもと ゆき、1959年10月5日 - ）は、東京都出身の女優。夢工房所属。

## 人物
身長158cm→159cm。体重47kg→52kg。血液型A型。
日本大学芸術学部演劇学科卒。
文学座第22期研究生を経て、シェイクスピア・シアターに所属していた。
趣味は散歩の途中で出会った犬猫を手なずけること。特技はモダンダンス。

## 出演作品

### テレビドラマ
NHK
- 土曜ドラマ / 女にも七人の敵（1996年）
- 金曜時代劇→土曜時代劇
  - 大江戸風雲伝（1997年） - お竹
  - 隠密八百八町（2011年） - 水野家侍女
- 大河ドラマ / 元禄繚乱（1999年） - 腰元

日本テレビ
- 火曜サスペンス劇場（1998年）
  - 遺留指紋
  - 刑事・鬼貫八郎 第8作- 秋川渓谷「のんび茶屋」女将

TBS
- 毎度ゴメンなさぁい（1994年）
- 東芝日曜劇場 / その気になるまで（1996年）
- 花王 愛の劇場 / 空への手紙（1999年）
- 月曜ミステリーシアター
  - 刑事のまなざし（2013年） - 看護師
  - SAKURA〜事件を聞く女〜（2014年） - 竹内真弓
- クロユリ団地〜序章〜（2013年） - 水野医師

フジテレビ
- 金曜エンタテインメント→金曜プレステージ
  - 野々村さんちの夫婦ゲンカ（1994年）
  - 新・細うで繁盛記 第2作（2007年） - 旅館組合員
- 木曜の怪談（1996年）
- Ns'あおい（2006年）
- 花嫁とパパ（2007年）

テレビ朝日
- 火曜ドラマリーグ / 湯けむり女子大生騒動（1994年）
- はぐれ刑事純情派（1995年）
- 月曜ドラマイン / ハンサムマン（1996年）
- 土曜ワイド劇場
  - 新・女弁護士 朝吹里矢子 第7作（2000年）
  - 終着駅シリーズ 第19作（2006年） - 菱田繁子
- 仮面ライダーシリーズ
  - 仮面ライダー龍騎（2002年） - 令子に声をかけた女性[3]
  - 仮面ライダー電王（2007年） - テツオの母[4]
- はみだし刑事情熱系（2004年）
- 相棒（2014年） - 山本房子 ※写真出演
- 木曜ドラマ / スペシャリスト（2016年） - 高野富江
- 特捜9（2019年） - 浜谷恵

テレビ東京
- 刑事追う!（1996年）
- 水曜ミステリー9 / 嘘の証明 犯罪心理分析官・梶原圭子 第2作（2013年） - 記者
- 幽霊団地

関西テレビ
- シングルス（1997年）
- こいまち（1999年）

名古屋テレビ
- ダムド・ファイル（2003年）

BS-TBS
- カルピスドラマスペシャル / 水っぽかったカルピス（2009年）

BSジャパン
- 山本周五郎時代劇 武士の魂（2017年） - 宗石さえ

WOWOW
- 連続ドラマW
  - プラチナタウン（2012年）
  - 震える牛（2013年）
  - 地の塩（2014年）
  - 株価暴落（2014年）
  - 沈まぬ太陽（2016年）

### テレビ番組
- わたしが子どもだったころ（BShi）
- たったひとりの反乱（NHK）
- 心ゆさぶれ!先輩ROCK YOU（日本テレビ）

### 映画
- TrickStar（1981年、映闘社）
- 雷電（1994年、ヒーロー）
- OL忠臣蔵（1997年、松竹）
- HAPPY PEOPLE ハッピーピプル（1997年、バップ） - 主婦
- セブンス アニバーサリー（2003年、スープレックス）
- 楳図かずお恐怖劇場「絶食」（2005年、ポニーキャニオン） - 知子の母
- 眠り姫（2007年、charm point） - 達ちゃんの母親（声の出演）
- Sweet Rain 死神の精度（2008年、ワーナー・ブラザース映画）
- ぐるりのこと。（2008年、ビターズ・エンド）
- ハッピーネガティブマリッジ（2014年、エスピーオー）
- ホワイトリリー（2017年、日活） - 主婦
- ポンチョに夜明けの風はらませて（2017年、ショウゲート） - 教頭
- Paper Flower

### オリジナルビデオ
- インモラル 淫らな関係（1995年） - 看護婦
- OLの性6 イケてる女のアブナイ手口（1997年）
- 怨念（2005年）
- 家庭教師 青い時間（2006年）
- 不倫中毒 私は男のおもちゃなの…?（2011年）

### 舞台
- シェイクスピア・シアター公演
  - 夏の夜の夢（1985年） - ハーミア ※デビュー作[2]
  - 恋の骨折り損 - キャサリン
  - 間違いの喜劇 - ルシアーナ
  - マクベス - 魔女
  - 冬物語
  - リチャード三世
  - じゃじゃ馬ならし
  - ペリクリーズ - セーザ
- 東京グローブ座公演「お気に召すまま」
- 東京国際フェルティバル「か星人カムホーム」
- 劇団野良犬弾公演
  - からゆきさんがゆく
  - 北の風につつまれて - 母親
- ハムレット

### CM
- 養命酒製造
- クラシエ薬品 リエイジEX錠
- NOVARESE
- ショップチャンネル
- 池田模範堂 ムヒソフトGX